# ピープルズ・エルボー
ピープルズ・エルボー（People's Elbow）は、プロレス技の一種でエルボー攻撃の一種である。

## 解説
ザ・ロックのオリジナル技であり、ロック・ボトムと並ぶ代名詞的フィニッシュ・ホールド。自身は仰向けになった相手の頭の側に仁王立ちして右肘のサポーターを場外に投げて人差し指を立てた両手を胸の前で交差させるように振り、両腕を左右に大きく開いて相手の左サイドにあるロープに走り出して相手の体を飛び越えて相手の右サイドにあるロープに向かって走って相手の側まで帰ってきたところで急停止して相手の胸板にエルボー・ドロップを叩き込む。
大きなムーブからくるパフォーマンスが重要な技で観客も一体になって盛り上がる。そのパフォーマンス性の高さからロックは「娯楽スポーツ界最高の美技（The most electrifying move in sports entertainment）」と自称していた。
武藤敬司（グレート・ムタ）のフラッシング・エルボーを参考にして作られた技であることを本人も認めている。
技をかける流れは以下の通りである。
1. 先ず相手を何らかの技（主にロック・ボトムまたはスパイン・バスター）でリングの中央付近に仰向けに倒す。
2. 相手の頭側に立ち、足で相手の両手を身体に寄せる。
3. 付けている場合は肘のサポーターを外して客席に投げる。付けていない場合は自分の胸を叩くか両手の親指の先をくっつけて上に上げる。
4. 両手を広げて身体の前で交差する動作を繰り返す。
5. ロープに向かい突進して、はね返る動作を一往復して勢いを付ける。
6. 相手の横に静止して片足を上げて身体を躍動させてエルボー・ドロップを叩き込む。

## 主な使用者
- ザ・ロック
- ミステル・カカオ - マッチョ・エルボーの名称で使用。
- SYU - ポルノ・エルボーの名称で使用。
- 中澤マイケル